# Braňo Golier
Braňo Golier, właściwie Branislav Golier (ur. 7 września 1974 w Mnichovej Lehocie) – słowacki zawodnik armwrestlingu, strongman i kulturysta.
Wielokrotny Mistrz Słowacji Strongman.

## Życiorys
Braňo Golier rozpoczął treningi siłowe w wieku piętnastu lat.
Mieszka w mieście Bánovce nad Bebravou.
Warunki fizyczne:
- wzrost: 192 cm
- waga: 120–127 kg

## Osiągnięcia strongman
- 2003
  - 1. miejsce – Mistrzostwa Słowacji Strongman
- 2004
  - 1. miejsce – Mistrzostwa Słowacji Strongman
- 2006
  - 2. miejsce – Mistrzostwa Słowacji Strongman
- 2007
  - 1. miejsce – Mistrzostwa Słowacji Strongman
- 2008
  - 1. miejsce – Mistrzostwa Słowacji Strongman
  - 11. miejsce – Liga Mistrzów Strongman 2008: Sofia
- 2009
  - 1. miejsce – Mistrzostwa Słowacji Strongman
  - 9. miejsce – Liga Mistrzów Strongman 2009: Bratysława